# Transports dans la Haute-Marne

Les transports dans le département français de la Haute-Marne sont marqués par deux dynamiques antagonistes. D'un côté, le seuil morvano-vosgien qui s'étend en grande partie sur le département est une voie de circulation ancienne, qui place la Haute-Marne dans une situation de carrefour. D'un autre côté, le faible peuplement de ce département de la « diagonale du vide » pousse les principales infrastructures à le contourner au profit de départements plus peuplés et dynamiques : c'est ainsi que le TGV relie Paris à Mulhouse par Dijon, et Lyon à Metz par Strasbourg, quand les itinéraires les plus directs entre ces villes traversent la Haute-Marne.

## Transport routier

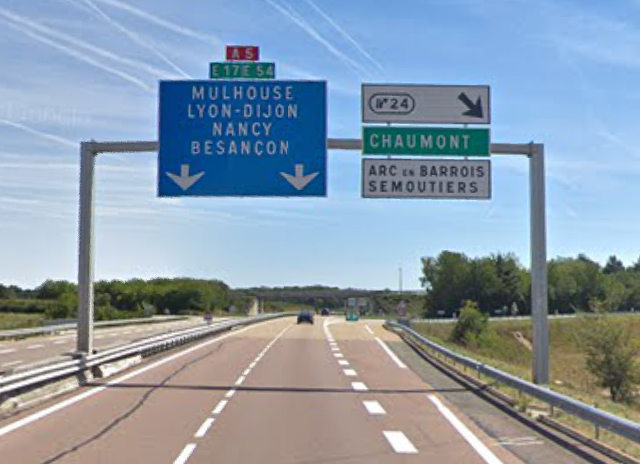
La sortie 24 de l'autoroute A5, vers Chaumont.

### Infrastructures routières
La Haute-Marne comporte deux autoroutes, qui se rejoignent à proximité de Langres : l'autoroute A5, qui relie la Haute-Marne à l'Aube et à l'Île-de-France, et l'autoroute A31 qui joint la Lorraine à la Bourgogne et à la vallée du Rhône. Un prolongement de l'A5 vers Vesoul et la trouée de Belfort a été envisagé sous le nom d'autoroute A319, ou par l'aménagement de l'actuelle route nationale 19 en voie rapide, mais sa réalisation est incertaine à ce jour.
Dans le nord du département, Saint-Dizier est desservie par la route nationale 4, à 2x2 voies, qui la relie à la Marne, à l'Île-de-France et à la Lorraine. Entre Saint-Dizier et Chaumont, la route nationale 67 est également en partie aménagée à 2x2 voies. 
De nombreuses anciennes routes nationales aujourd'hui déclassées dans le réseau départemental assuraient le maillage du territoire. Ces dernières, dont le trafic est resté modéré dans ce département rural et peu peuplé, ne sont que rarement équipées de déviations des agglomérations ou de voies de dépassement.

### Transport collectif de voyageurs
La Haute-Marne est desservie par le réseau régional de transport routier Fluo Grand Est. Il s'agit essentiellement de transport scolaire : aucune ligne régulière commerciale n'existe, à l'exception de quelques lignes hebdomadaires de transport à la demande.

## Transport ferroviaire

### Historique

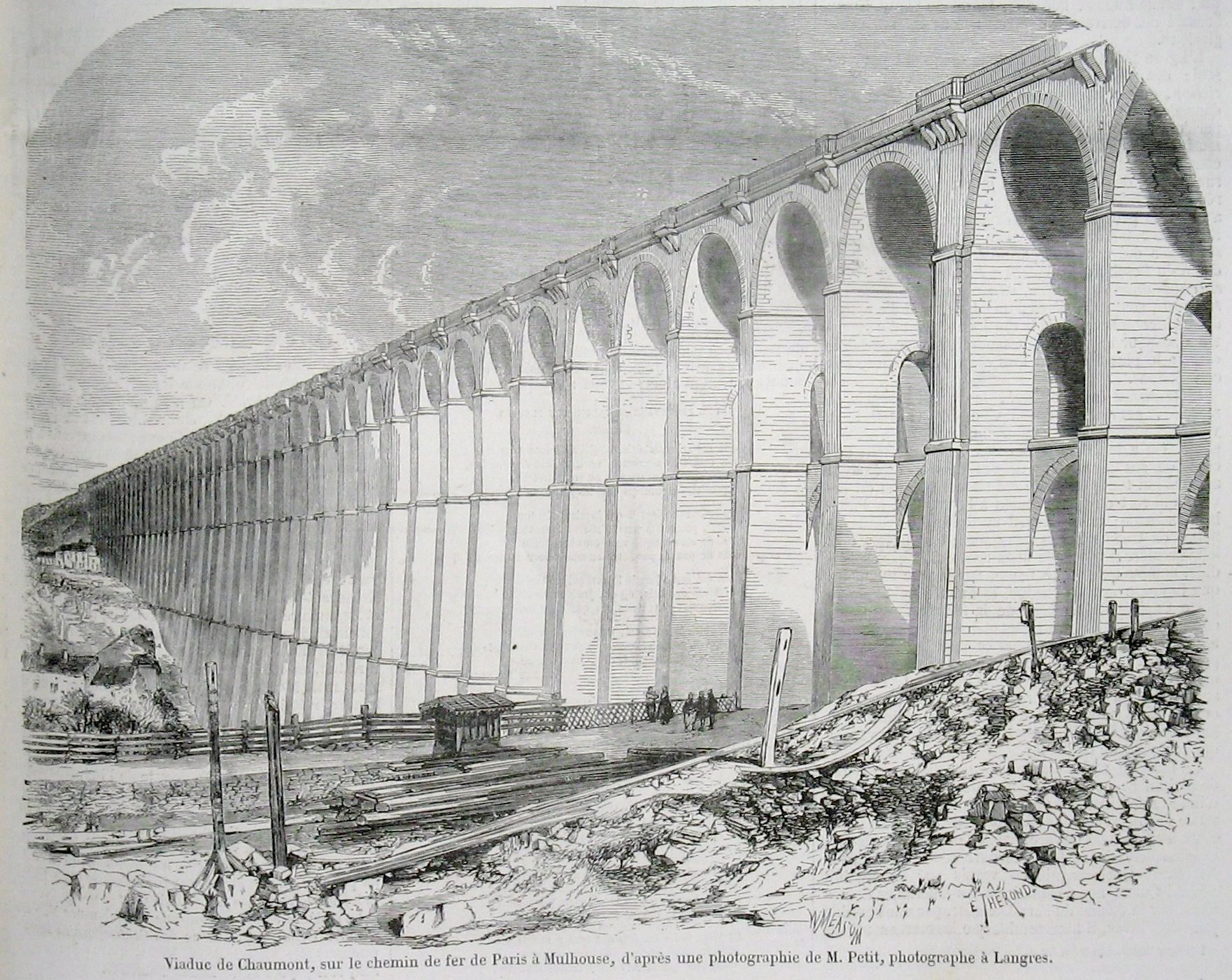
Gravure du viaduc de Chaumont, l'un des ouvrages d'art les plus remarquables du XIXe siècle en France.

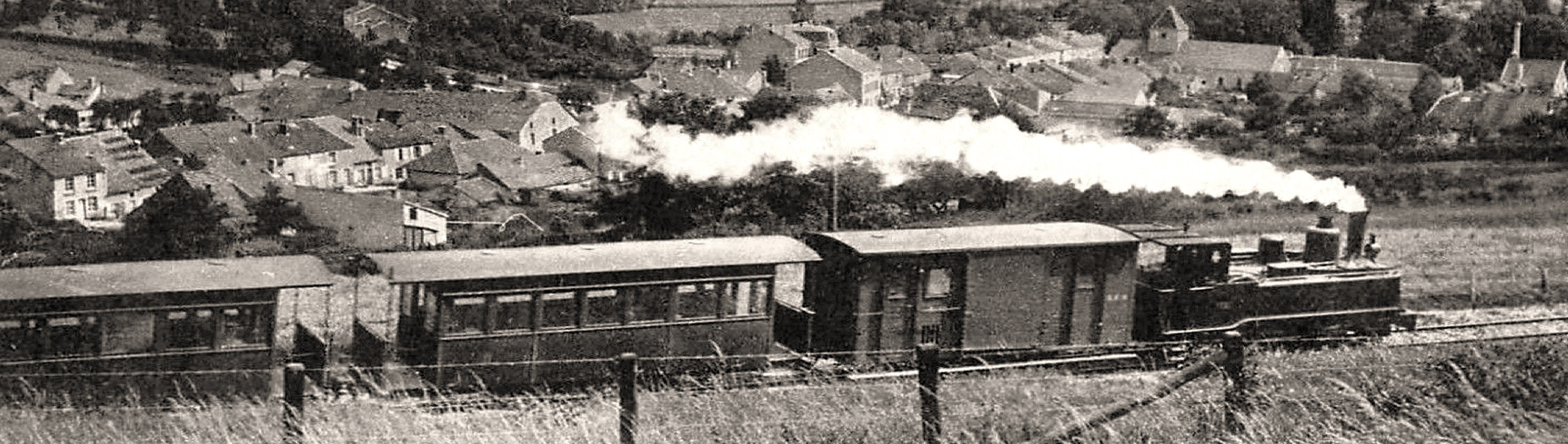
le TACOT (1904 - 1947)

Saint-Dizier a été atteinte par le train dès 1854, mais c'est en 1857 que le train entre vraiment en Haute-Marne, avec l'ouverture en quelques mois des lignes de Saint-Dizier à Chaumont, de Troyes à Chaumont et de Chaumont à Langres. Le réseau d’intérêt général a principalement été développé par la Compagnie des chemins de fer de l'Est. À la fin du XIXe siècle, le chemin de fer d’intérêt général atteignait la plupart des villes et bourgs du département, dont Andelot, Bologne, Bourmont, Chalindrey, Châteauvillain, Chaumont, Doulevant-le-Château, Éclaron, Joinville, Langres, Montier-en-Der, Prauthoy, Saint-Dizier et Wassy. Comme dans le reste du nord-est de la France, la plupart des lignes étaient construites à double voie pour des raisons militaires. La gare de Culmont - Chalindrey, créée presque au milieu de nulle part, devient l'un des principaux nœuds ferroviaires de la région, et permet le développement d'une petite ville cheminote autour de son dépôt et de son triage.
Les chemins de fer d’intérêt local ont en revanche peu été développés dans la Haute-Marne, se limitant à une ligne de Foulain à Nogent-en-Bassigny à écartement métrique et une ligne de Gudmont à Rimaucourt à écartement standard.
La seconde moitié du XXe siècle voit la fermeture de la plupart de ces lignes. Si le grand axe reliant Dijon à la Lorraine est électrifié en 1964, il est réservé quelques années plus tard aux seuls trafics de fret et de Grandes Lignes, au détriment de la desserte omnibus des territoires traversés. Au début du XXIe siècle, les dessertes Intercités puis TGV sont à leur tour abandonnées sur cet axe et sur la ligne de Paris à Mulhouse, ne laissant que des trains régionaux desservir les seules gares principales encore ouvertes dans le département.
|                                             |
| Le réseau ferroviaire à son apogée en 1935. |

|                                     |
| Le réseau ferroviaire de nos jours. |

|                                                    |
| Carte animée de l’évolution du réseau ferroviaire. |

### Situation actuelle

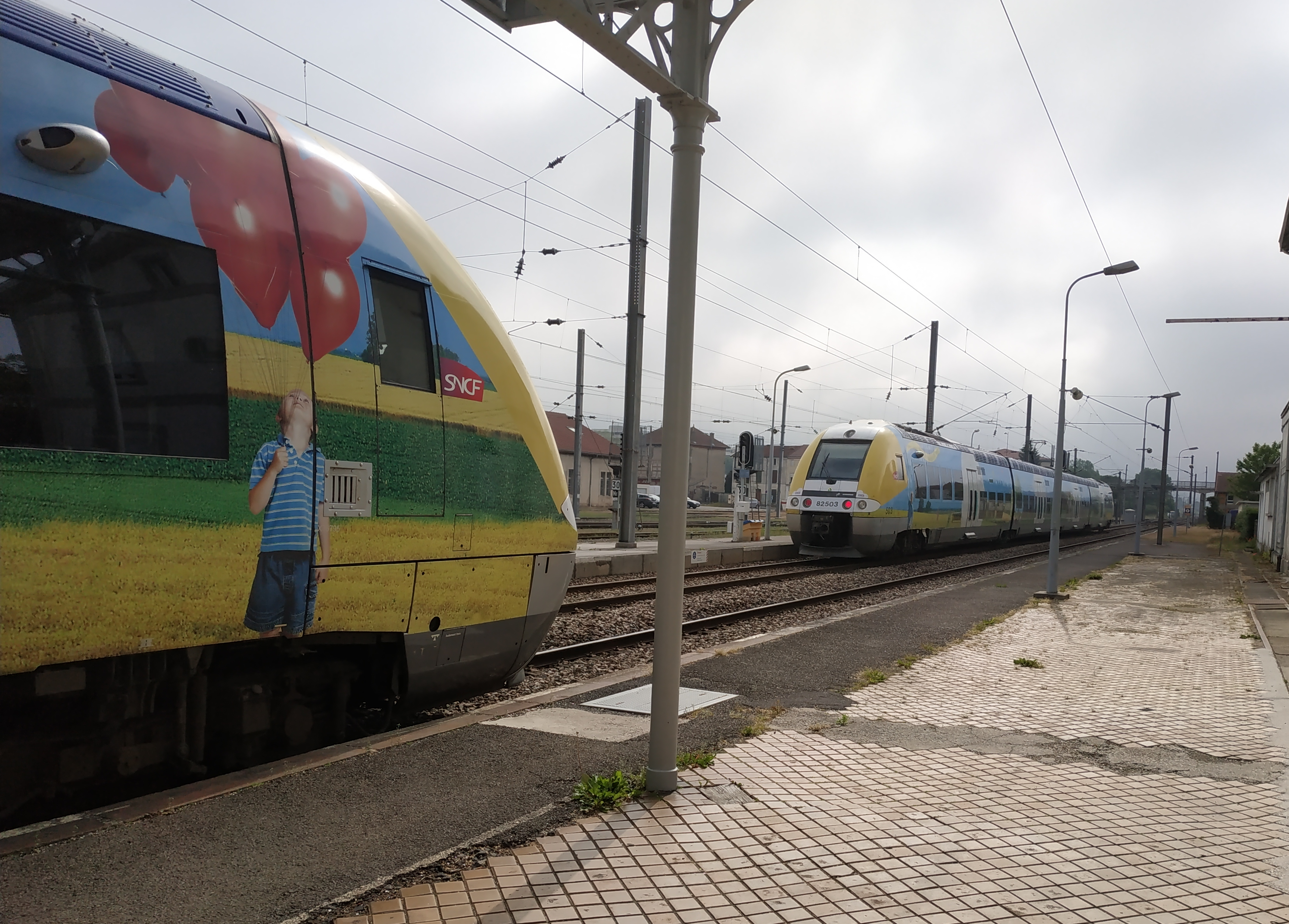
Deux rames TER Champagne-Ardenne en gare de Saint-Dizier en 2019.

Le trafic ferroviaire est très réduit en Haute-Marne : les principales gares de voyageurs sont celles de Chaumont et Saint-Dizier, avec une fréquentation annuelle entre 200 000 et 350 000 voyageurs seulement en 2019.
Seuls des trains régionaux TER Grand Est (TER Fluo) circulent dans le département, en plus des trains de fret, relativement nombreux sur l'axe Dijon - Nancy. Ces TER assurent pour la plupart des missions de grand parcours, toute desserte omnibus ayant été abandonnée sauf sur la ligne de Saint-Dizier à Chaumont.

## Transport fluvial
Le canal entre Champagne et Bourgogne relie les principales villes du département (Saint-Dizier, Joinville, Chaumont et les abords de Langres) à la Marne au nord et à la Saône au sud. Au gabarit Freycinet (classe I), ce canal est aujourd'hui principalement dédié à la navigation de plaisance.

## Transport aérien
La Haute-Marne ne comporte aucun aéroport desservi par des liaisons commerciales régulières. Deux aérodromes civils, Joinville - Mussey et Langres - Rolampont, ainsi que la base aérienne de Chaumont-Semoutiers (à usage mixte civil et militaire), sont utilisés par des avions de tourisme, d'affaires, de loisirs et de services publics.

## Transports en commun urbains et périurbains
L'Agglomération de Chaumont, Saint-Dizier Der & Blaise et la commune de Langres sont autorités organisatrices de la mobilité sur leur territoire et organisent des services de transport dans leur ressort territorial. Ces réseaux de transport en commun, composés de lignes de bus et de transport à la demande, sont baptisées C.monbus à Chaumont, Ticéa à Saint-Dizier et Bus Étoile à Langres.
La Haute-Marne n'a jamais connu de tramway urbain, mais le fort dénivelé entre le centre-ville de Langres, les faubourgs qui l'entourent et la gare étaient franchis de 1887 à 1971 par un chemin de fer urbain à crémaillère, avant que deux ascenseurs inclinés ne prenne sa suite en 1995.

## Modes doux
Le département est traversé par plusieurs voies vertes, véloroutes et sentiers de grande randonnée.